# Esko-Juhani Tennilä
Esko-Juhani Tennilä, född 10 oktober 1947 i Rovaniemi, död 6 april 2024 i Rovaniemi, var en finländsk politiker som var riksdagsledamot för Vänsterförbundet 1975–2011. På 1970- och 1980-talen tillhörde Tennilä den interna partioppositionen inom FKP (taistoiterna). På senare tid profilerade sig Tennilä som en av de främsta interna kritikerna av Vänsterförbundets politik.